# Eaea
«Eaea» es una canción interpretada por la cantante española Blanca Paloma, publicada el 20 de diciembre de 2022. «Eaea» fue la canción que representó a España en el Festival de la Canción de Eurovisión 2023 después de haber obtenido la victoria en el Benidorm Fest 2023, la final nacional de España para el Festival de la Canción de Eurovisión de ese año.

## Composición

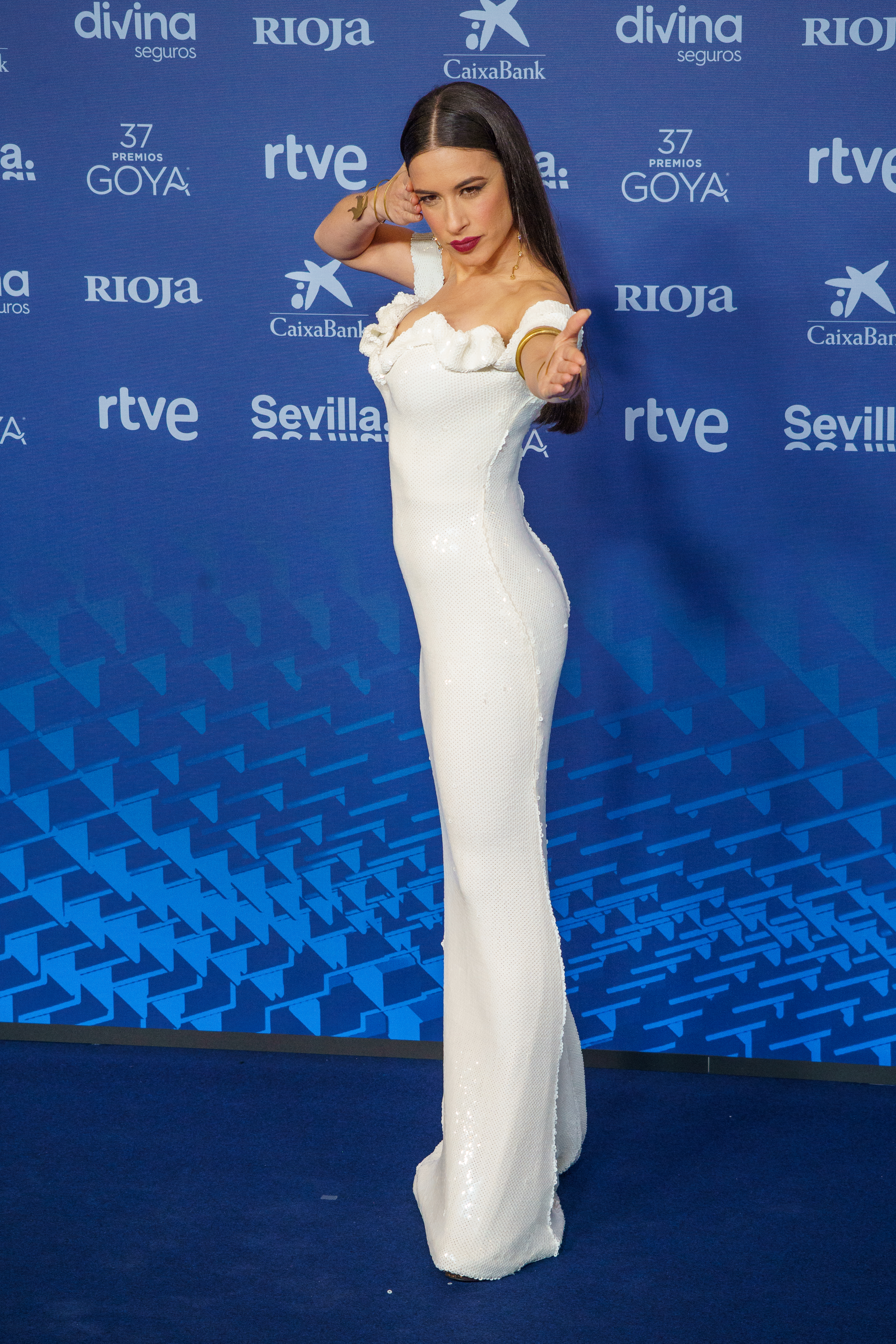
Blanca Paloma, compositora e intérprete de la canción

En un análisis del sitio de seguidores de Eurovisión Wiwibloggs del escritor Luis Fuster, la canción representa un "cántico a su difunta abuela", que había inspirado gran parte de la música de Blanca Paloma. Según Fuster, la canción presenta la celebración del poder y la fuerza de los ancestros femeninos.

## Eurovisión

### Benidorm Fest 2023
Benidorm Fest 2023 fue el concurso musical nacional de España para seleccionar la canción representante para el Festival de la Canción de Eurovisión 2023. La competición consta de dos semifinales y una final. En total compiten 18 canciones candidatas repartidas entre las dos semifinales, compitiendo nueve en cada una. «Eaea» compitió en la segunda semifinal, obteniendo el pase a la final con 167 puntos.
En la final, «Eaea» fue considerada favorita para ganar el Benidorm Fest 2023 en numerosas encuestas de seguidores de Eurovisión, incluidas las de Wiwibloggs y ESCUnited. «Eaea» se disputaba el triunfo del Festival con la otra gran favorita por el público, la canción «Quiero arder» del cantante canario Agoney. Finalmente «Eaea» obtuvo la victoria con un total combinado de 169 puntos, lo que la calificó como la representante española para el Festival de la Canción de Eurovisión 2023.

### Eurovisión 2023
En la edición de Eurovisión 2023, tras la suma del voto profesional y televoto, consiguió un total de 100 puntos, quedando en la posición número 17 (9° posición en jurado profesional con 95 puntos y 26° en televoto con sólo 5), recibiendo por tanto, la menor puntuación del televoto de entre todos los concursantes. Su participación en el concurso europeo fue tildada de «fracaso» por diferentes medios de comunicación y parte de la opinión pública de España.